# Jiliang Université de Chine
L'Jiliang Université de Chine (chinois simplifié : 中国计量大学 ; chinois traditionnel : 中國計量大學 ; pinyin : zhōngguó jìliàng xuéyuàn ; anglais China Jiliang University) est une université chinoise située à Hangzhou dans la province du Zhejiang. Elle fut fondée en 1978.